# Meike de Bruijn
Meike de Bruijn (Amsterdam, 15 april 1970) is een wielrenner uit Koninkrijk der Nederlanden.
In 1999 won zij de eendagswedstrijd van Oetingen.